# Tephromela isidiosa
Tephromela isidiosa är en lavart som beskrevs av Kalb & Elix. Tephromela isidiosa ingår i släktet Tephromela och familjen Mycoblastaceae.   Inga underarter finns listade i Catalogue of Life.